# SpaceX CRS-3
Chronologie
SpaceX CRS-2 SpaceX CRS-4
SpaceX CRS 3 est le cinquième vol du vaisseau cargo Dragon de la société  Space X. Cette mission, également appelée SpX-3 est la troisième mission opérationnelle du vaisseau dans le cadre du contrat COTS de desserte de la Station spatiale internationale pour la NASA. Le vaisseau est placé en orbite le 18 avril 2014  par un lanceur Falcon 9 v1.1. Il s'agit du premier vol de cette version plus puissante. Le vaisseau transporte 2 089 kg dont 571 kg  en soute non pressurisée. Sa mission s'achève le 18 mai et il ramène sur Terre 905 kg.

## Déroulement de la mission
Ce fut le premier lancement d'une capsule Dragon sur une fusée Falcon 9 v1.1, les précédents lancements avaient utilisé la configuration v1.0, beaucoup plus petite. Ce fut également le premier test réussi d'amerrissage du premier étage d'une F9 v1.1. Le CRS-3 a été saisi le 20 avril à 11h14 UTC par le commandant de l’Expédition 39 (ISS), Kōichi Wakata. Le vaisseau spatial a été amarré à l'ISS à partir de 14h06 GMT ce même jour, et a été relâché le 18 mai 2014 à 13h26 UTC. CRS-3 a ensuite été désorbité avec succès et a amerri dans l'océan Pacifique au large des côtes de la Californie le 18 mai à 19h05 UTC. 

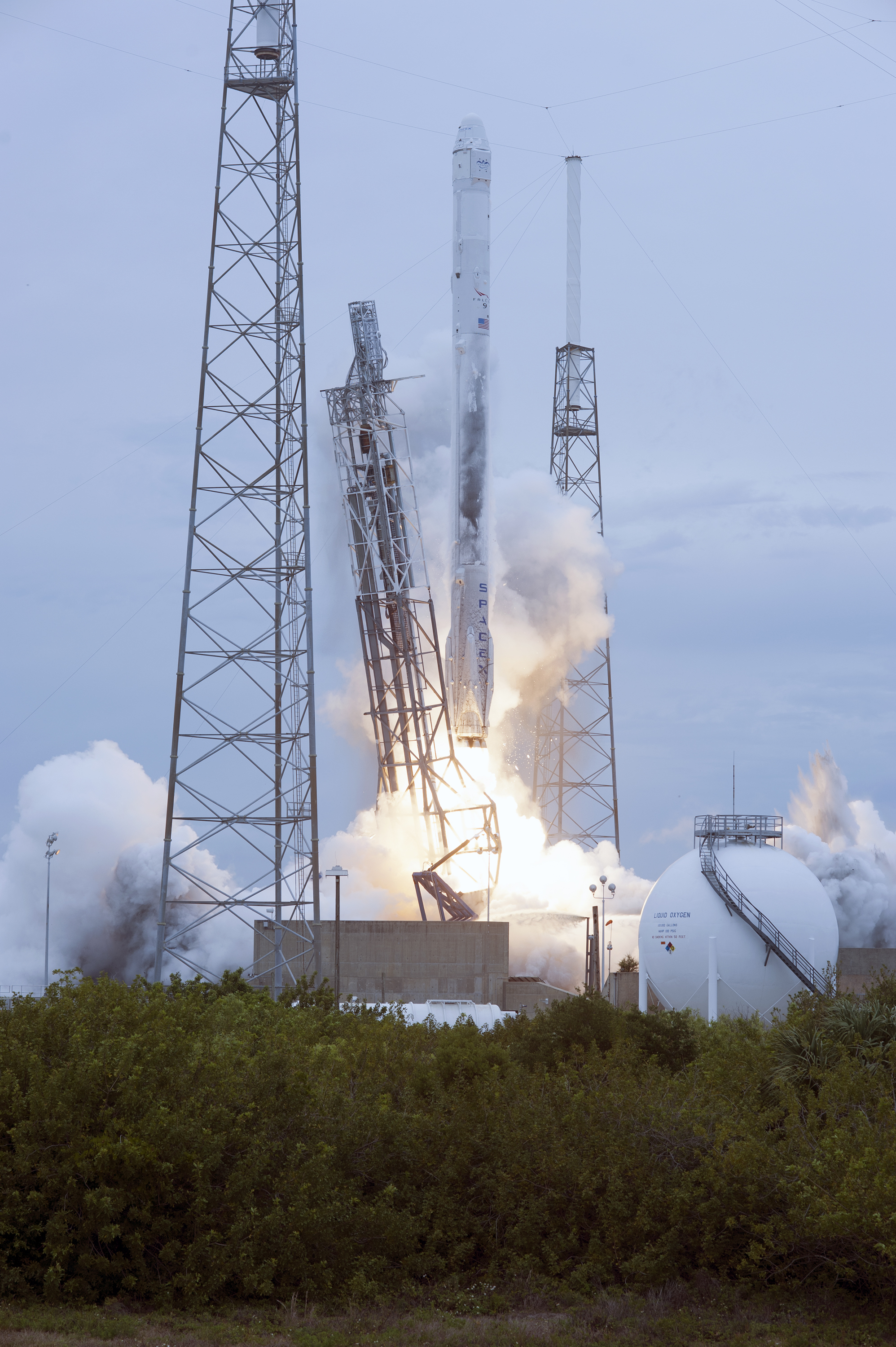
Lancement du SpaceX CRS-3 depuis Cap Canaveral le 18 avril 2014.

La NASA a signé un contrat avec SpaceX pour la mission CRS-3, c’est donc elle qui détermine la charge utile principale, la date/heure de lancement, et les paramètres orbitaux pour la capsule spatiale Dragon.
Les 1 600 kg de cargaison redescendu par la mission ont été retournés par bateau au Port de Long Beach le 20 mai 2014, deux jours après l'amerrissage. La cargaison périssable a été déchargée en Californie et transportée à l’emplacement de réception de la NASA. Le reste de la cargaison sera déchargé et transféré de la NASA aux installations d'essai SpaceX de McGregor au Texas, où la capsule Dragon sera entièrement déclassée et vidée de son carburant.
De l'eau a été trouvée à l'intérieur de la capsule Dragon mais des vérifications préliminaires ont indiqué qu'aucun équipement scientifique n’avait été endommagé. La source de l'eau n'a pas été confirmée et cela sera étudié lors de la mise hors service de la capsule.

## Fret
Parmi la cargaison de la NASA, comprenant les pièces de rechange pour l'ISS, la mission SpaceX CRS-3 a transporté un grand nombre d'expériences pour la station spatiale, incluant : 
- High Definition Earth Viewing cameras (HDEV) - Quatre caméras vidéo HD commerciales destinées à filmer la Terre sous de multiples angles de vue différents. L'expérience va aider la NASA à déterminer quelles caméras fonctionnent le mieux dans l'environnement hostile de l'espace.
- Optical Payload for Lasercomm Science (OPALS) fera une démonstration de bande passante par communication laser de l’espace à la terre.
- T-Cell Activation in Space (TCAS) - Activation de lymphocyte T dans l'espace - étudier comment les déficiences du système immunitaire humain sont affectés par un environnement de microgravité.
- Vegetable Production System (VEGGIE) - Système de production de légumes - Permettre la croissance de laitues (Lactuca sativa) à bord de l'avant-poste de recherche scientifique, la purification de l'air et terminer par la consommation par l'homme. Le test de validation du matériel Veg-01 comprend une chambre de croissance de la plante dans laquelle la laitue est cultivée en utilisant l'éclairage à LED.
- Une paire de jambes pour le prototype Robonaut 2 qui est à bord de la station spatiale depuis son lancement à bord de STS-133 en 2011.
- Projet MERCCURI, un projet d'étude sur la diversité microbienne sur terre et sur la Station spatiale internationale.

En plus de la charge principale, la mission de transport de la capsule de ravitaillement de l'ISS pour la NASA, SpaceX a déployé une charge secondaire de cinq CubeSats. Les CubeSats font partie du vol ELaNa V partiellement financé dans le cadre du programme de lancement éducatif de nano-satellites de la NASA. Ces engins spatiaux ont été libérés depuis quatre Poly Picosatellite Orbital Deployers (PPODs) attachés au deuxième étage de la Falcon 9 à la suite de la séparation du Dragon et du deuxième étage.